# Lampranthus tenuis
Lampranthus tenuis är en isörtsväxtart som beskrevs av L. Bol. Lampranthus tenuis ingår i släktet Lampranthus och familjen isörtsväxter. Inga underarter finns listade i Catalogue of Life.